# Topoziero
Topoziero (ros. Топозеро, karelski Tuoppajärvi) – jezioro w północno-zachodniej Rosji, w północnej części należącej do tego państwa Republiki Karelii, w rejonie łouchskim. Topoziero posiada silnie rozwiniętą linię brzegową.
Na jeziorze znajdują się 144 wyspy, o łącznej powierzchni 63 km².
Topoziero jest wykorzystywane do połowu ryb.
Od 1966 r. jezioro stanowi część Zbiornika Kumskiego, powstałego w wyniku wybudowania Kumskiej Elektrowni Wodnej.